# 令和元年房総半島台風
令和元年房総半島台風（れいわがんねんぼうそうはんとうたいふう、令和元年台風第15号、アジア名：ファクサイ/Faxai、命名:ラオス、意味:女性の名前）は、2019年（令和元年）9月5日に発生した台風。関東地方に上陸したものとしては観測史上最強クラスの勢力で9月9日に上陸し、千葉県を中心に甚大な被害を出した。この台風により、首都圏やその周辺などの台風災害に対する脆弱性が改めて浮き彫りとなった。日本国政府はこの台風による被害について、同年8月の大雨とともに同一の激甚災害に指定した。

## 台風の動き
2019年8月30日未明（協定世界時29日18時頃）に、マーシャル諸島近海の国際日付変更線やや東側で熱帯低気圧90Wが発生し、同日9時（協定世界時30日0時）頃に東経域に進入した。合同台風警報センター（JTWC）は9月1日18時（協定世界時1日9時）に熱帯低気圧形成警報（TCFA）を発し、2日6時（協定世界時1日21時）に熱帯低気圧番号14Wを付番した。熱帯低気圧は太平洋をしばらく西進した後、5日15時に南鳥島近海の北緯19度35分、東経155度25分で台風となり、アジア名ファクサイ（Faxai）と命名された。
気象庁によると、台風は小笠原近海を北西に進みながら徐々に発達し、8日21時には神津島付近で再発達し中心気圧955hPa・最大風速45m/sの「非常に強い」勢力であると判定された。この勢力を保ったまま台風は三浦半島に接近、9日3時前に三浦半島を通過した。台風の中心は東京湾に抜けて北東に進み、9日5時前には千葉県千葉市付近に上陸した。台風が「非常に強い」勢力を保ったまま関東の至近距離まで接近するのは非常に珍しく、千葉市付近に上陸するときの勢力は中心気圧960hPa・最大風速40m/sの「強い」勢力であったが、上陸時の勢力は関東としては過去最強クラスとなった。その後、茨城県水戸市付近で海上に出た台風は、福島県や宮城県を暴風・強風域に巻き込みながら東進した。
| 令和元年房総半島台風の進路図 |  | 令和元年房総半島台風の進路図 |
| 令和元年房総半島台風の進路図 |  |                              |

## 名称
2020年（令和2年）2月19日、気象庁は台風15号を「令和元年房総半島台風」と命名した（同年発生した令和元年東日本台風〈台風19号〉と共に1977年〈昭和52年〉9月の沖永良部台風以来42年ぶりに命名）。平成時代では気象庁が命名した台風は該当しなかったこともあり、令和かつ21世紀では初の事例となった。
| 気象庁命名           | 名称               | 国際名  | 年     |
| -------------------- | ------------------ | ------- | ------ |
| 洞爺丸台風           | 昭和29年台風第15号 | Marie   | 1954年 |
| 狩野川台風           | 昭和33年台風第22号 | Ida     | 1958年 |
| 宮古島台風           | 昭和34年台風第14号 | Sarah   | 1959年 |
| 伊勢湾台風           | 昭和34年台風第15号 | Vera    | 1959年 |
| 第2室戸台風          | 昭和36年台風第18号 | Nancy   | 1961年 |
| 第2宮古島台風        | 昭和41年台風第18号 | Cora    | 1966年 |
| 第3宮古島台風        | 昭和43年台風第16号 | Della   | 1968年 |
| 沖永良部台風         | 昭和52年台風第9号  | Babe    | 1977年 |
| 令和元年房総半島台風 | 令和元年台風第15号 | Faxai   | 2019年 |
| 令和元年東日本台風   | 令和元年台風第19号 | Hagibis | 2019年 |

## 気象状況
ウェザーニューズの調査によると、台風の中心付近から半径約40kmの範囲で約7hPa/10km以上の気圧傾度であり、特に中心から半径約20kmの範囲では約9hPa/10kmと、急激な気圧傾度がみられた。大阪を中心に暴風をもたらした平成30年台風第21号では大阪での気圧傾度が約5hPa/10kmであり、それ以上に大きい気圧傾度であった。この急激な気圧傾度が台風の中心付近で記録的な強風になった要因と推察される。
中京圏・西日本では台風の影響を受けず晴天であった。
以下は国土交通省が発表した資料より引用する。
1時間降水量
1. 109.0 mm： 天城山（静岡県、9日0時31分まで）
2. 89.5 mm： 大島（東京都、8日23時38分まで）
3. 76.0 mm： 三崎（高知県、7日9時39分まで）
4. 73.5 mm： 笠利（鹿児島県、7日5時47分まで）
5. 72.0 mm： 江戸川臨海（東京都、9日4時29分まで）
6. 72.0 mm： 横浜（神奈川県、9日3時50分まで）
7. 70.0 mm： 鋸南（千葉県、9日3時47分まで）

（70mm以上）
24時間降水量
1. 441.0 mm： 天城山（静岡県、9日8時20分まで）
2. 308.5 mm： 湯ヶ島（静岡県、9日8時40分まで）
3. 307.5 mm： 大島（東京都、9日10時00分まで）
4. 251.5 mm： 箱根（神奈川県、9日10時20分まで）

（250mm以上）
最大瞬間風速
1. 58.1 m/s（209.2 km/h）： 神津島（東京都、8日21時03分）
2. 57.5 m/s（207.0 km/h）： 千葉（千葉県、9日4時28分）
3. 52.0 m/s（187.2 km/h）： 新島（東京都、8日23時38分）
4. 49.0 m/s（176.4 km/h）： 木更津（千葉県、9日2時48分）
5. 48.8 m/s（175.7 km/h）： 館山（千葉県、9日2時31分）
6. 48.4 m/s（174.2 km/h）： 三宅坪田（東京都、8日22時12分）
7. 48.3 m/s（173.9 km/h）： 稲取（静岡県、8日23時17分）
8. 47.1 m/s（169.6 km/h）： 大島（東京都、9日1時11分）
9. 45.8 m/s（164.9 km/h）： 成田（千葉県、9日5時36分）

（45m/s以上）

## 予報
気象庁が台風発生を発表した時点で共同通信が「進路によっては東日本から西日本の太平洋側に近づく恐れがある」と伝え、9月7日にはテレビ局の気象予報士の多くが「コンパクトな台風なので急に雨風が強まる」と解説した。アメリカ軍の合同台風警報センター（JTWC）は気象庁が台風発生を発表した9月5日午前3時の時点で、熱帯低気圧が9月9日午前3時頃に静岡県付近に上陸し、その時点の平均風速が約35m/s、最大瞬間風速が約42m/sであると予測していた。
フジテレビジョン社会部・気象庁担当記者の長坂哲夫は、気象庁による台風発生後の「進路予想と勢力については、台風が日本近海に広がる30度以上の海水面温度の高い海域からエネルギーを吸い上げて勢力を強めるのか、一方で上空にある空気が乾燥している領域を通過することで逆に減衰するのか、不確定要素が多いとして慎重に判断していた」とし、8日に行われた緊急記者会見は「明るいうちに台風への備えができるギリギリのタイミングだったと言える」とした。

## 被害・影響

### 人的被害
| 強風で折れたヒマラヤスギ（東京工業大学大岡山キャンパス西8号館E前） |  | 強風で折れたヒマラヤスギ（東京工業大学大岡山キャンパス西8号館E前） |
| 強風で折れたヒマラヤスギ（東京工業大学大岡山キャンパス西8号館E前） |  |                                                                    |

総務省消防庁が2020年9月30日12時00分に発表したところによると、東京都と千葉県での死者9人、埼玉県と千葉県、神奈川県、茨城県での重傷者20人を含む、1都6県で160人が重軽傷を負った。台風通過時には、東京都世田谷区で50代の女性が強風にあおられて壁に頭を打ちつけたことで死亡した。

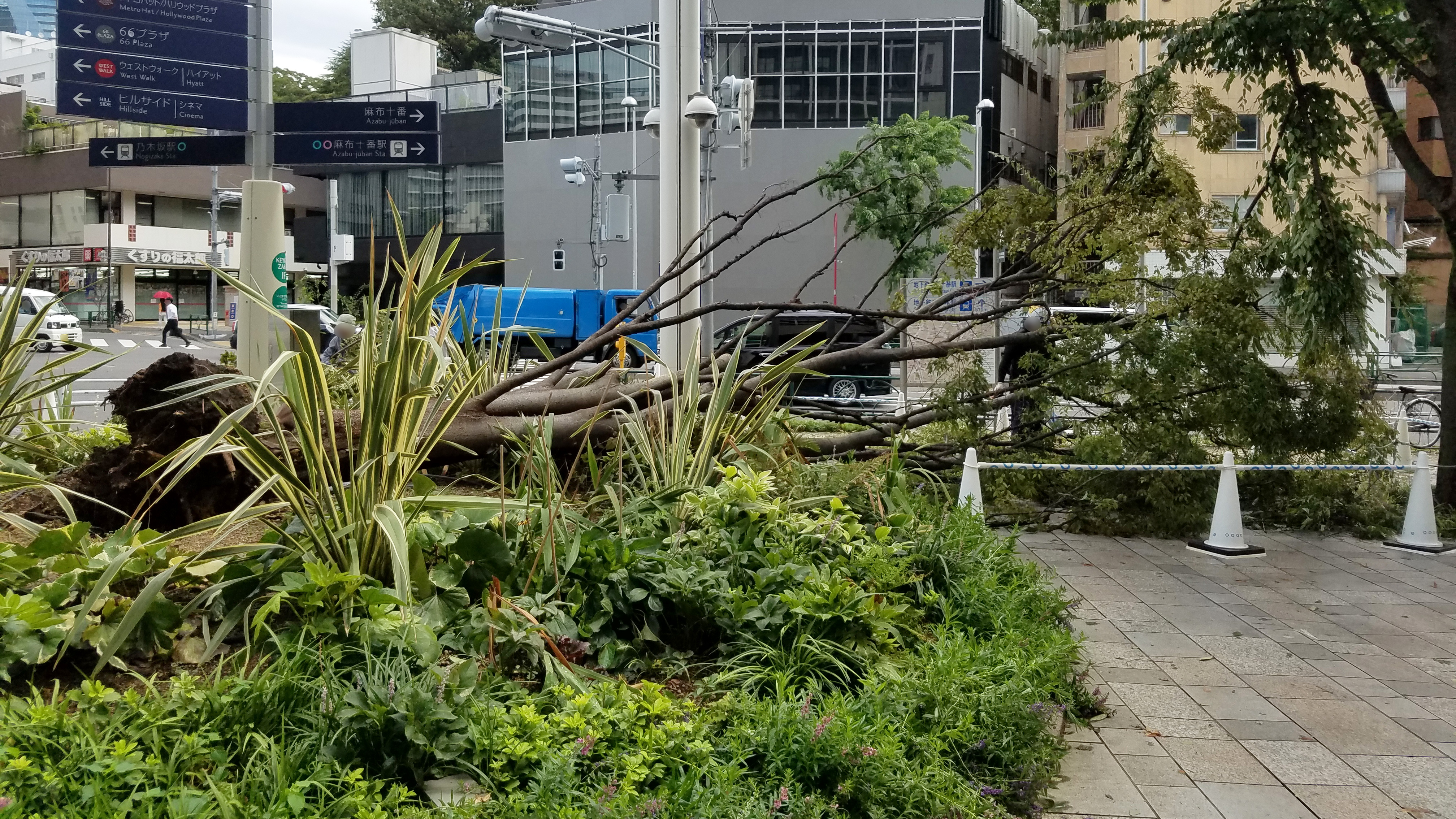
暴風による倒木（東京都港区六本木6丁目）

台風通過後は、千葉県大多喜町紙敷では、台風による倒木を片付けていた87歳の男性が、切り倒した木の下敷きになり死亡した。千葉県市原市では本台風の二次災害である市原ゴルフガーデン鉄柱倒壊事故により民家の20代女性が重傷を負った。埼玉県では、88歳の男性が風に飛ばされ、左足の骨を骨折する重傷を負った。
千葉県九十九里浜の海水浴場では、9日午後に白子町の古所海水浴場に遊びに来ていた17歳の少年2人が海で流され、1人は助かったものの、もう1人は翌日10日、同県九十九里町にある片貝海水浴場に心肺停止状態で打ち上げられているのが発見され、現場で死亡が確認された。なお当時はまだ波浪注意報が解除されていなかった。

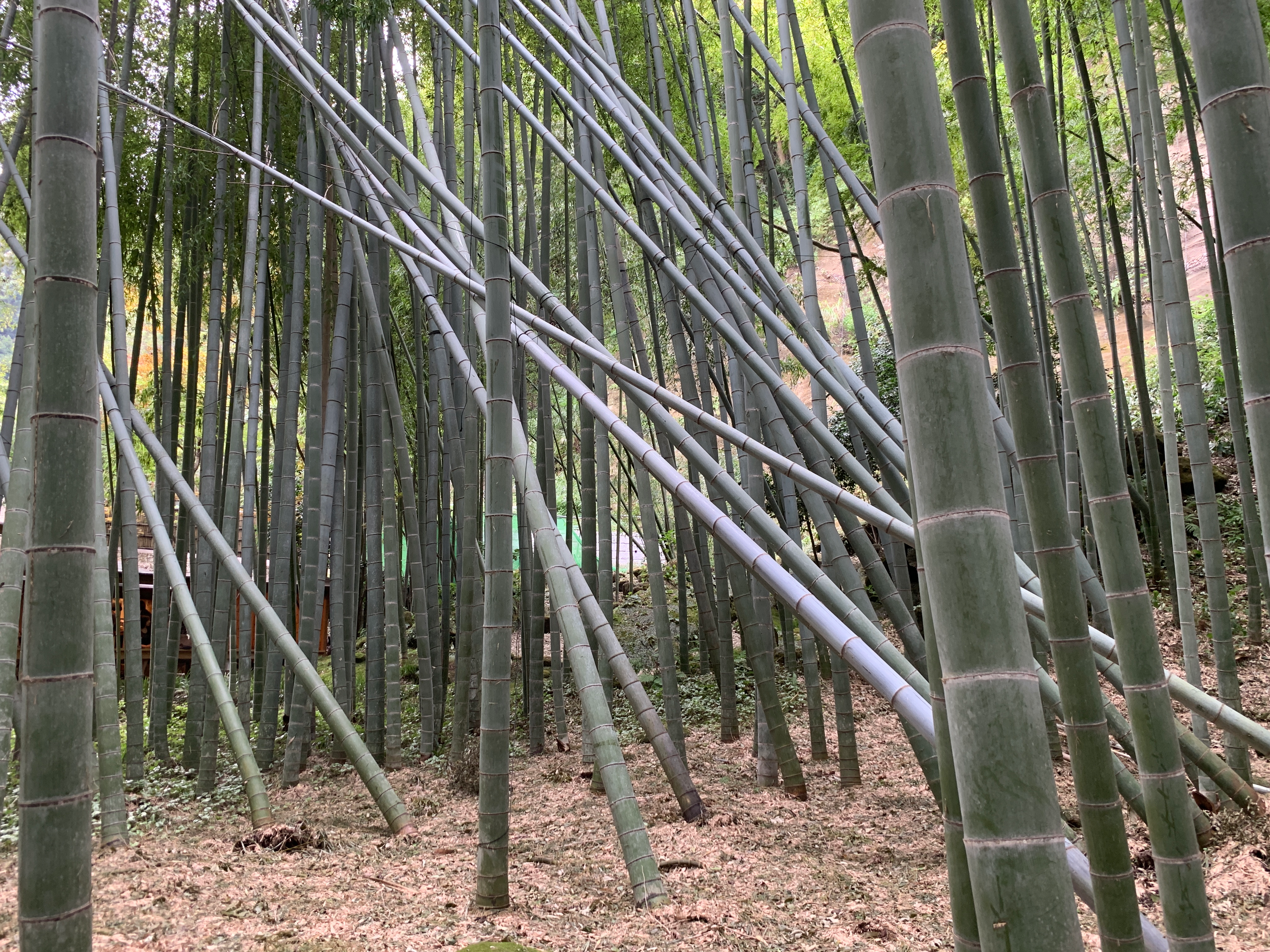
台風により倒れた竹

千葉県内では高齢者を中心に、台風被災による停電のため熱中症とみられる症状で死亡した者が相次いだ。9日朝には印西市の精神科病院「西佐倉印西病院」に入院していた62歳の男性が台風による停電後に死亡し、県は停電と死亡の関係を調べている。病院によれば自家発電装置は設置していたが不調で動かず電源が確保できなかったという。翌10日には南房総市で93歳の女性が自宅で死亡し、市原市でも66歳の男性が自宅で死亡した。13日にも君津市で停電中の特別養護老人ホームに入所していた82歳の女性が死亡した。
千葉県では富里市の80代の男性と南房総市の90代の女性が12月19日付災害関連死と認定された。
また、千葉県では被災して壊れた住宅の屋根を補修する際に転落するなどし、17日現在で3人が死亡し、52人が負傷している。
| 都県名   | 死者 | 行方不明者 | 負傷者 | 負傷者 | 負傷者   |
| 都県名   | 死者 | 行方不明者 | 重傷   | 軽症   | 程度不明 |
| -------- | ---- | ---------- | ------ | ------ | -------- |
| 茨城県   |      |            | 1      | 24     |          |
| 栃木県   |      |            |        | 1      |          |
| 埼玉県   |      |            | 1      | 10     |          |
| 千葉県   | 8    |            | 15     | 76     |          |
| 東京都   | 1    |            |        | 6      |          |
| 神奈川県 |      |            | 3      | 10     |          |
| 静岡県   |      |            |        | 13     |          |
| 合計     | 9    |            | 20     | 140    |          |

### 建物等被害
総務省消防庁のまとめでは、住宅被害は千葉県を中心に9万棟を超えており、このうち9割以上が一部破損である。
千葉県市原市五井のゴルフ練習場「市原ゴルフガーデン」では、ボールネットを支える高さ10メートル以上の複数の鉄柱が、風圧によって倒壊し、ネットと共に近傍の10戸ほどの家屋に覆いかぶさる形になった。この倒壊事故で、一部の家屋には屋根を突き破る被害も生じ、2人が負傷した。また、この事故に関して鉄柱の撤去や住民への補償を巡り、被害住民とゴルフ場運営会社との間で紛争となり、東京都江戸川区にある解体業者「フジムラ」が鉄柱を無料で撤去したことが全国に報道された。
関東の広い地域で、工事現場の足場が崩れる被害が見られた。
伊豆諸島では、少なくとも6島で600棟以上の建物が損壊した。新島ではその中でも特に被害が大きく、全壊7軒、半壊14軒、一部損壊418軒となり、400棟以上が損壊した。伊豆大島では、150棟を超える住宅が壊れたが、被害の全容が把握できていないという。
日本原子力研究開発機構が管理する茨城県大洗町の材料試験炉JMTRの冷却塔が、強風の影響で倒壊した。2006年に運転を停止して以来、廃炉に向けた準備が進行中で、核燃料も別の場所に保管されていたため、この倒壊による放射性物質の拡散は確認されなかった。
本牧海づり施設（神奈川県横浜市中区本牧ふ頭）では、2階建て管理棟がすべて浸水し備品などが流されたほか、走錨したケミカルタンカーが桟橋と接触したことにより、釣り場に向かう桟橋が海中に落下するなど甚大な被害を受けており、復旧の見通しが立っていない（2020年（令和2年）1月31日から暫定的に営業を再開）。
| 都県名   | 住家被害 | 住家被害 | 住家被害 | 住家被害 | 住家被害 | 非住家被害 | 非住家被害 |
| 都県名   | 全壊     | 半壊     | 一部破損 | 床上浸水 | 床下浸水 | 公共建物   | その他     |
| -------- | -------- | -------- | -------- | -------- | -------- | ---------- | ---------- |
| 福島県   | 1        |          | 2        | 4        | 21       |            | 1          |
| 茨城県   | 4        | 94       | 5740     |          | 1        |            | 115        |
| 栃木県   |          |          | 3        |          |          |            |            |
| 埼玉県   |          |          | 88       |          | 2        |            | 1          |
| 千葉県   | 426      | 4486     | 76319    | 34       | 81       |            | 1031       |
| 東京都   | 14       | 73       | 1624     | 24       | 13       |            | 240        |
| 神奈川県 | 11       | 98       | 3475     | 58       | 29       |            | 56         |
| 山梨県   |          |          | 2        |          |          |            |            |
| 静岡県   | 1        | 55       | 580      | 5        | 4        |            | 4          |
| 合計     | 457      | 4806     | 87833    | 125      | 151      |            | 1448       |

千葉県内における住宅被害の9割強が、一部破損で占めているにもかかわらず、国による住宅支援の対象外であるとの指摘があった。これを受けて、国土交通省は特例として屋根の修繕費に対する市町村補助の実質9割を国が負担することを明らかにした。
しかし、地元の業者に修繕工事の依頼が集中したことや、2020年初頭から感染が拡大している新型コロナウイルスによる影響も重なり、被害から1年が経過した2020年9月時点でも、修繕工事が完了した住宅は全体の6割しか達しておらず、住宅の再建を断念して、他の地域に転出してしまい、過疎地域だった被災地の人口流出が止まらなくなっている。

### 電力

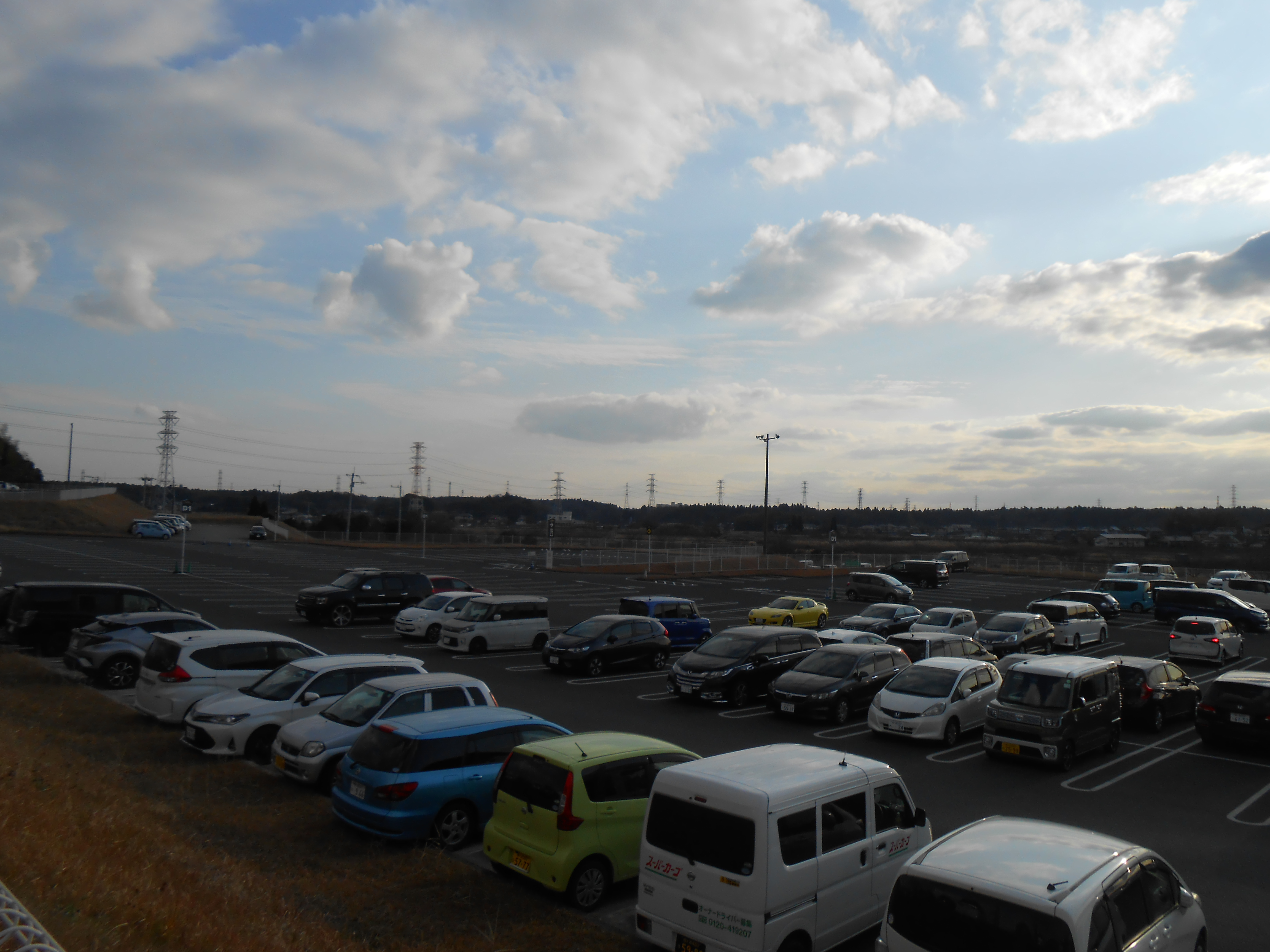
房総半島の南へと連なる送電線の一部。市原市ちはら台（左）から潤井戸（右）へと連なる部分である。

この台風により、千葉県内で送電塔2本と電柱84本が倒壊したほか、推計約2000本の電柱が損傷し、神奈川県と千葉県を中心に9日時点で93万戸が停電した。関東地方の広域で停電が発生したが、特に千葉県内では野田市、我孫子市、浦安市の3市以外の全ての自治体で停電が発生し、9日午前8時のピーク時で約64万戸 に及んだ。
また、東京電力パワーグリッドの電力網復旧に時間を要したことにより、停電は異例の長期に及んだ。17日午後7時半時点では、6万戸あまりで停電が続いた。その間、通信網が途絶した地域からは、被害の報告が出来ず、状況が正確に把握できていない状態が続いた。
安房地域を対象に発行している房日新聞は、東京電力ホールディングスウェブサイトからの情報として、10日から24日までの紙面で停電軒数を報じ続けた。10日午前11時の時点では、館山市は約24,700軒、鴨川市で約18,100軒、南房総市で約23,000軒、鋸南町で約5,200軒が停電していた が、21日午後2時すぎの時点では館山市で解消、24日午後2時すぎの時点では、鴨川市が100軒未満、南房総市・鋸南町で各約400軒 となった。
9月9日には、千葉県市原市の山倉ダムの湖面に浮かべられたソーラーパネルが火災を起こし、市原市消防局所属のエネルギー・産業基盤災害即応部隊（ドラゴンハイパー・コマンドユニット）が配備されてから初となる出場をし、消火に当たった。
9月11日に東京電力パワーグリッドは、千葉県を中心とする停電の全面復旧は、千葉市周辺で12日中、それ以外のエリアでは13日以降とした。これは、設備や施設に想定を超える被害が確認され、山間部での作業が難航したため。この時点では「全面復旧は（きょうから）1週間、10日かかることはない」としていたが、13日午後8時過ぎの会見で東京電力パワーグリッドは、館山市、南房総市、鴨川市、鋸南町については復旧に最長2週間、君津市や富津市や東金市などについては最長1週間、市原市や千葉市、成田市などは3日以内に復旧見込みとした。
さらに9月14日深夜の記者会見では、市原市や袖ヶ浦市、千葉市緑区などの復旧が、2週間にずれ込む見通しが明らかになった。復旧に要する期間が最長で2週間であることを知った住民の中には、疲労の色を隠せない者もいた。
停電している地域のコンビニエンスストアやスーパーマーケットでは、冷蔵庫・冷凍庫が機能せず在庫商品の廃棄が進み、食糧の供給事情も悪化した。内閣官房長官菅義偉は11日の記者会見で、停電区域に約270台の電源車を用意したと述べた。後に被害が想定よりも大きく上回ったこともあり、電気事業連合会は関西電力など加盟各社から、東日本大震災以降では最大規模となる応援要員7127人、電源車174台を千葉県などの被災地に派遣したと17日に発表した。
東京電力ホールディングスは9月24日、午後7時前に千葉県内の停電戸数がゼロになったとウェブページにて発表したが、後に山間部などの190戸で停電が継続しているとして訂正した。25日現在では依然として146軒が停電しており、復旧が困難な33箇所について27日までの復旧を見込むとした。なお、一年前の平成30年台風第21号では電力の完全復旧に約16日かかった。
千葉県特産の山武杉の森林に、林業の衰退によりスギ非赤枯性溝腐病が蔓延し、強風で倒木が相次いで発生したことも、県内での停電被害の拡大と復旧作業の妨げの原因となったという指摘もある（山武市#経済も参照）。

### 水道
11日午後1時現在で、千葉・東京・静岡の3都県で約2万4000戸の断水が発生し、最大断水戸数は約14万戸であった。千葉県では浄水場などから家庭に送るポンプが停電での影響で使えず、また、高台に貯めてあった水が減ったことなどから断水が発生したため、県知事からの災害派遣要請を受けた自衛隊が、給水車を派遣した。また、停電が回復し各家庭での水の需要が急激に増えたことにより供給が追いつかず、12日午前8時現在で2万3153世帯だった千葉県内の断水が、午後4時には2万9499世帯に増加するなどといった動きも見られた。25日に千葉県、13日に東京都、12日に静岡県とすべての断水が解消した。

### 通信
関東地方や静岡県、伊豆諸島では、9日未明よりインターネット回線、固定電話回線や携帯電話などの通信障害が発生した。停電に伴い、非常用電源に頼ることで基地局が通信を支えていたが、これも限界に達した。
NTTドコモ、KDDI、ソフトバンクの移動体通信事業者3社では、圏外となっている千葉県内の主要箇所に、基地局機能を搭載している自動車や船舶を配備したり、店舗や避難所で誰でも無料で携帯電話が充電できるサービスを実施した。
移動体通信事業者3社の通信障害は、2019年12月5日までに解消したと発表。

### 千葉県の被害状況

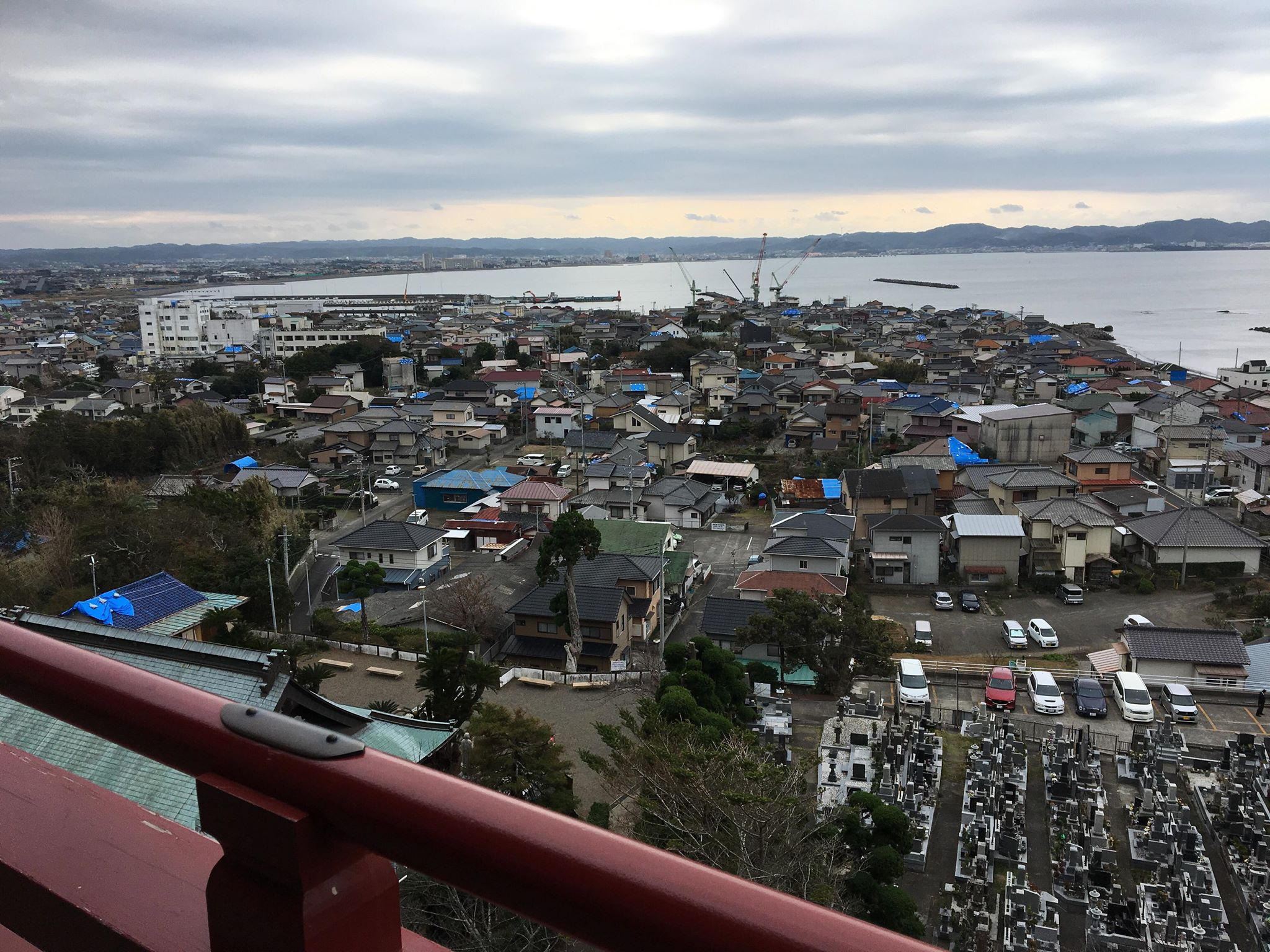
崖観音から見た館山市街

広範囲に及んだ停電を主要因とした住民の生活の苦境は、房総半島南部から千葉県北東部までの広範囲に及んだ。特に館山市布良では暴風により大きな被害を受けた。
鋸南町を始めとする房総半島の多くの地域で、NTT東日本や3大キャリアの回線が途絶えて、停電により水道ポンプが動かず、断水も発生した。また、ガソリンスタンドでは停電の影響で、給油ポンプが動かないため給油が出来ず、一時約120店が営業休止に追い込まれ、営業している店舗では給油を希望する車で渋滞となった。
停電が終日発生していた地域では、夜は自動車のライト以外の照明がつかず、月夜の灯りのみの状況となっていた。酷暑にもかかわらずエアコンや扇風機が使えず、断水が発生していた地域では身体も洗えず、刻々と食料も尽きてゆく状況となり、停電のため熱中症とみられる症状で死亡した者も出てしまい（#人的被害を参照）、住民の生活に多大な影響を及ぼした。
住民は、いつ電力が回復するのか把握できていなかった上に、救援物資を送り届けたい人がいても、どこに救援物資を送ればよいのか分からない、という状況も続いていた。
そのような中で、日清食品が鴨川市、鋸南町、長柄町の要請を受けて13日に物資を届けるとした。また、鋸南町では自治体や企業だけでなく、全国各地の個人からも支援物資が相次いで寄せられた。さらに、13日には農林水産省が、市原市、袖ケ浦市、木更津市、君津市、富津市、鴨川市、鋸南町、南房総市、館山市の9市町に水と食料の支援を行うと発表した。南房総市によれば、支援物資の受け入れを一時休止するという。また、上記の支援の結果、鋸南町では、16日10時48分現在において支援物資の受け入れを休止している。館山市社会福祉協議会によれば、16日8時30分現在、物資の受け入れを一旦停止するという。
市原市では12日、停電の影響により防災行政無線が使えない場所があるため、広報誌の号外を住民に直接配る対応を取ったほか、14日には新たな号外を出せるよう準備を進めた。

### 交通

#### 道路
倒木や土砂崩れ、電柱の倒壊などにより、通行止めが相次いだ。神奈川県逗子市を通る県道では、小坪トンネルの出口付近で土砂崩れが発生した。
9月8日から9日にかけて、関東地方を発着する路線を中心に高速バス・路線バスで運休が相次いだ。道路の倒木・冠水、信号停電などの被害により、千葉県内の一部道路が通行止めになったこと、被災により乗務員の確保が困難になったことなどから、10日以降も千葉県を発着するバス路線で運休が発生した。
千葉県内の路線バスでは、9日に松戸新京成バスが始発から終日全便運休、千葉内陸バスの四街道市内循環バスが終日運休（一般路線バスも全便運休したが午後便より順次運行再開）となったほか、9日から10日にかけても鴨川日東バスのほぼ全線、ちばフラワーバスのさんむウイングライナー（山武市コミュニティバス）で運休が続くなど、バスの運行にも大きな被害を及ぼした。
また茨城県内でも9日には、関東鉄道バス・関鉄グリーンバス・関鉄パープルバスで朝の便が全線運休、大利根交通自動車の担当する取手市コミュニティバス東南部ルートが終日運休（一般路線バスは一部運休）となっている。
JR久留里線の不通に伴う代行バスの運行については、#鉄道節を参照。

#### 鉄道
関東圏の鉄道各社は台風が接近する前日の8日から、最終電車を早めるなどの対応を行った。
JR東日本では、以下に挙げる関東圏のすべての在来線で翌日の始発電車から午前8時ごろまで運転を見合わせることを予告していた。
また、東京メトロ東西線の東陽町・西船橋間は午前10時まで、東京メトロ有楽町線の豊洲・新木場間は午前8時まで、多摩都市モノレール線も午前8時までの運転見合わせを予告した。しかし翌日は各地で倒木や飛来物などの影響により、JR東日本や都営地下鉄の一部と関東大手私鉄（西武鉄道を除く）の大半の路線では列車の運行ができない状態が続いた。特にJR東日本千葉支社管内を中心に、成田エクスプレスや内房線・鹿島線・外房線・東金線・成田線・久留里線では、終日運転再開の目処が立たなかった。
9月9日午前8時時点で運転を見合わせた路線（区間）は、次のとおり。
- 山手線
- 東海道本線
- 横須賀線
- 総武本線（御茶ノ水 - 銚子）
- 東北本線（東京 - 白石）
- 中央本線（東京 - 小淵沢）
- 京葉線
- 埼京線
- 川越線
- 日光線
- 高崎線
- 常磐線（日暮里 - 浪江）
- 成田線
- 根岸線
- 武蔵野線
- 南武線
- 横浜線
- 相模線
- 青梅線
- 五日市線
- 烏山線
- 鶴見線
- 伊東線
- 東金線
- 外房線
- 内房線
- 成田線
- 水郡線
- 水戸線
- 鹿島線
- 久留里線
- 磐越東線
- 御殿場線
- 身延線（西富士宮 - 鰍沢口）
- 東武伊勢崎線
- 東武日光線
- 東武野田線
- 東武亀戸線
- 東武大師線
- 京成本線
- 京成東成田線
- 京成押上線
- 京成千葉線
- 京成千原線
- 京成金町線
- 京成成田空港線
- 京王線
- 京王相模原線
- 京王高尾線
- 京王競馬場線
- 京王動物園線
- 京王井の頭線
- 小田急小田原線
- 小田急江ノ島線
- 小田急多摩線
- 東急東横線
- 東急目黒線
- 東急田園都市線
- 東急大井町線
- 東急多摩川線
- 東急池上線
- 東急こどもの国線
- 東急世田谷線
- 京急本線
- 京急空港線
- 京急大師線
- 京急逗子線
- 京急久里浜線
- 相鉄本線（横浜 - 瀬谷）
- 相鉄いずみ野線
- 東京メトロ東西線（東陽町 - 西船橋）
- 都営地下鉄三田線（本蓮沼 - 西高島平）
- 日暮里・舎人線
- 横浜市営地下鉄ブルーライン
- 横浜市営地下鉄グリーンライン
- 新京成電鉄新京成線
- 関東鉄道竜ヶ崎線
- 関東鉄道常総線
- 鹿島臨海鉄道大洗鹿島線
- ひたちなか海浜鉄道湊線
- 真岡鐵道真岡線
- 銚子電気鉄道線
- 小湊鉄道線
- いすみ鉄道いすみ線
- 流鉄流山線
- 北総鉄道北総線
- 東葉高速鉄道東葉高速線
- 東京臨海高速鉄道りんかい線
- 江ノ島電鉄線
- 箱根登山鉄道鉄道線
- 横浜高速鉄道みなとみらい線
- 芝山鉄道線
- 東京モノレール羽田空港線
- 湘南モノレール江の島線
- 千葉都市モノレール1号線
- 千葉都市モノレール2号線
- 多摩都市モノレール線
- 山万ユーカリが丘線
- ゆりかもめ東京臨海新交通臨海線
- 横浜シーサイドライン金沢シーサイドライン
- 首都圏新都市鉄道つくばエクスプレス
- 伊豆急行線

一時運休した上記以外の路線は、9/9中に運転を再開した。
台風通過後に鉄道各線は順次運行を再開したが、久留里線では最後まで全線で運行停止の状態が続き、20日午後7時台より木更津 - 久留里間で部分運行を開始するとともに、不通区間の久留里 - 上総亀山間ではマイクロバス・乗合タクシーによるバス代行を実施した。久留里 - 上総亀山間では多数の倒木や設備損壊のため復旧が遅れていたが、2019年10月11日午後より運転開始し全線で運行再開した。

#### 航空
成田国際空港には台風が通過した（9日）午前9時以降、飛行機が続々と到着したのだが、周辺の鉄道やバスが運休し、新空港自動車道や国道295号は通行止めになっていたため、成田空港は外部から孤立した。成田国際空港株式会社（NAA）によると、午後10時半時点で約14,000人が足止めされた。成田国際空港会社（NAA）によると、午前3時20分の時点でも約13,300人が第1～第3ターミナルにいた。それらの人々は、寝袋や段ボールに身を包んで、空港ターミナルビルの床に横になり、夜を明かすことになった。

#### 海上
川崎港沖では、貨物船同士が衝突する事故が発生した。どちらかの貨物船が走錨した可能性が指摘されている。また、横須賀沖に停泊中だった大分県立海洋科学高等学校と香川県立多度津高等学校が共同運航する海洋実習船「翔洋丸」に砂利運搬船が衝突、けが人はいないものの、翔洋丸が一部損壊したため海洋実習は中止となった。報道によれば、砂利運搬船の走錨によるものとされている。
横浜港では、停泊中だった貨物船が流されて激突したため、南本牧埠頭と陸を結ぶ2本の橋のうち1本が損傷し、通行止めになっている。
千葉県富津市の金谷港では港湾照明設備への電力供給に限界があることから、神奈川県横須賀市の久里浜港を結ぶ東京湾フェリーの夕方以降の運航が出来なくなっている。

### 金融
10日の昼頃から全国のゆうちょ銀行やコンビニATMなどで労働金庫のキャッシュカードが一時使用できなくなるトラブルが発生した。KDDIグループのじぶん銀行でも同様の障害が発生した。労働金庫連合会やじぶん銀行によると、同連合会やNTTデータのデータセンターがある千葉県印西市周辺で停電が発生し、通信会社の基地局が稼働していなかったため、提携先金融機関との通信が出来なくなったのが原因とみられている。
地方銀行（地銀）で千葉県を営業エリアとしている千葉銀行や京葉銀行によると、台風による建物の損壊や停電による影響で県内の一部支店やATMで営業が困難となり、コンビニATMでの代替利用も出来ない地域が発生したため、千葉銀行は地銀の広域連携「TSUBASAアライアンス」で提携している東邦銀行（福島県）から移動店舗車の派遣を受けた。ゆうちょ銀行も停電により、千葉県と茨城県の一部ATMが一時営業不能となった。

### 放送
停電の余波を受ける形で、木更津市にあるニッポン放送の木更津送信所において、東京電力からの電力供給が行われなくなったため、非常用発電機による自家発電に切り換えてAM放送（100kW）の送信を継続していたが、10日8時31分頃に発電機が故障し、電波送信ができなくなる事態となった。35秒間の停波の後東京都足立区にある足立予備送信所からの送信に切り換え、AMでは1kWの減力放送で送信することになった（東京スカイツリーからのFM補完放送（ワイドFM）やradikoなどのインターネットサイマル配信は通常通り）。その後22時25分に非常用発電が復旧、木更津送信所からの送信を再開している。千葉テレビ放送によると同じく停電による影響で千葉県内の一部中継局が13日15時過ぎまで稼働せず、NHKや千葉テレビを含む8局のテレビ放送が停波する状態が発生した。
コミュニティ放送局では木更津市を中心に袖ケ浦市と君津市、富津市の4市を放送エリアとしているかずさエフエムによると台風の影響で演奏所がある木更津市と送信所がある鹿野山を結ぶ専用回線が使用不能となったため、急遽送信所に近い君津市のゴルフ場に仮設スタジオを設けて放送を続けている。市原市や長柄町などを放送エリアとしている市原FM放送でも台風の影響で通信設備が故障したため、送信所がある市原市役所の一角を借りる形で16日から放送を再開した。

### 公共施設への影響
| 神奈川県川崎市の夢見ヶ崎動物公園における倒木の様子 |  | 神奈川県川崎市の夢見ヶ崎動物公園における倒木の様子 |
| 神奈川県川崎市の夢見ヶ崎動物公園における倒木の様子 |  |                                                    |

東京都大島町にある大島海洋国際高校では、170枚以上の窓ガラスが割れ、体育館の屋根が壊れるなどの被害により、島外出身の生徒を一時帰宅させるなど、休校を余儀なくされた。高校では被害がなかった教室などを使い、16日から授業を再開した。
千葉県内では、全公立学校の4割にあたる549校が校舎の損壊などの被害を受けた。9月10日の時点で、千葉県内の公私立501校が休校した。八街市では、市内の小中学校は9月9日から休校し、9月17日に授業を再開した。南房総市では全ての学校が停電から復旧し9月17日に授業を再開した。鋸南町では9月17日に授業を再開した。館山市では、17日までに14校中13校が授業を再開した。館山市立第三中学校では、雨漏りで休校が長引いたが、9月19日に授業が再開した。これにより県内の公立学校の休校が解消した。館山市では、給食センターの屋根が破損したため、給食の提供が中止され、新給食センターの稼働を開始する2021年1月までの1年4か月の間、市内の幼稚園や小中学校では簡易給食提供や弁当持参を余儀なくされた。
千葉県九十九里町の町立いわし資料館では台風による停電で水槽内に酸素を送るポンプが停止したため、酸欠状態となった約3000匹のマイワシが全滅した。
千葉市稲毛区の千葉県総合スポーツセンター体育館では強風で屋根が破壊され雨漏りする被害が出たため、11月までの利用予約約100件は全てキャンセルとなった。再開の見通しは立っていない。

### イベントへの影響
台風の影響で交通機関に欠航や運休などが相次いだことから20日夜に開幕するラグビーワールドカップ2019の事前キャンプ地での歓迎イベントが中止になる自治体が発生した。
千葉県館山市では14日と15日に鶴谷八幡宮にて例大祭（通称:やわたんまち）の開催が予定されていたが、境内で倒木が発生したり、停電や電波障害の影響で関係者との連絡が取れないなど、開催するのが困難な状況が続いていることから同社での祭典のみに縮小。事実上、記録に残る限りでは初めての中止となった。また、同市観光協会は10月19日に予定されていた「第38回南総里見まつり」も市内の被害が甚大であり、復旧が最優先であることから中止にすることを決めた。これ以後、新型コロナウィルスの流行により、鶴谷八幡宮の例大祭および「南総里見まつり」は当面の開催中止を決定している。

### 産業への影響
農林水産業

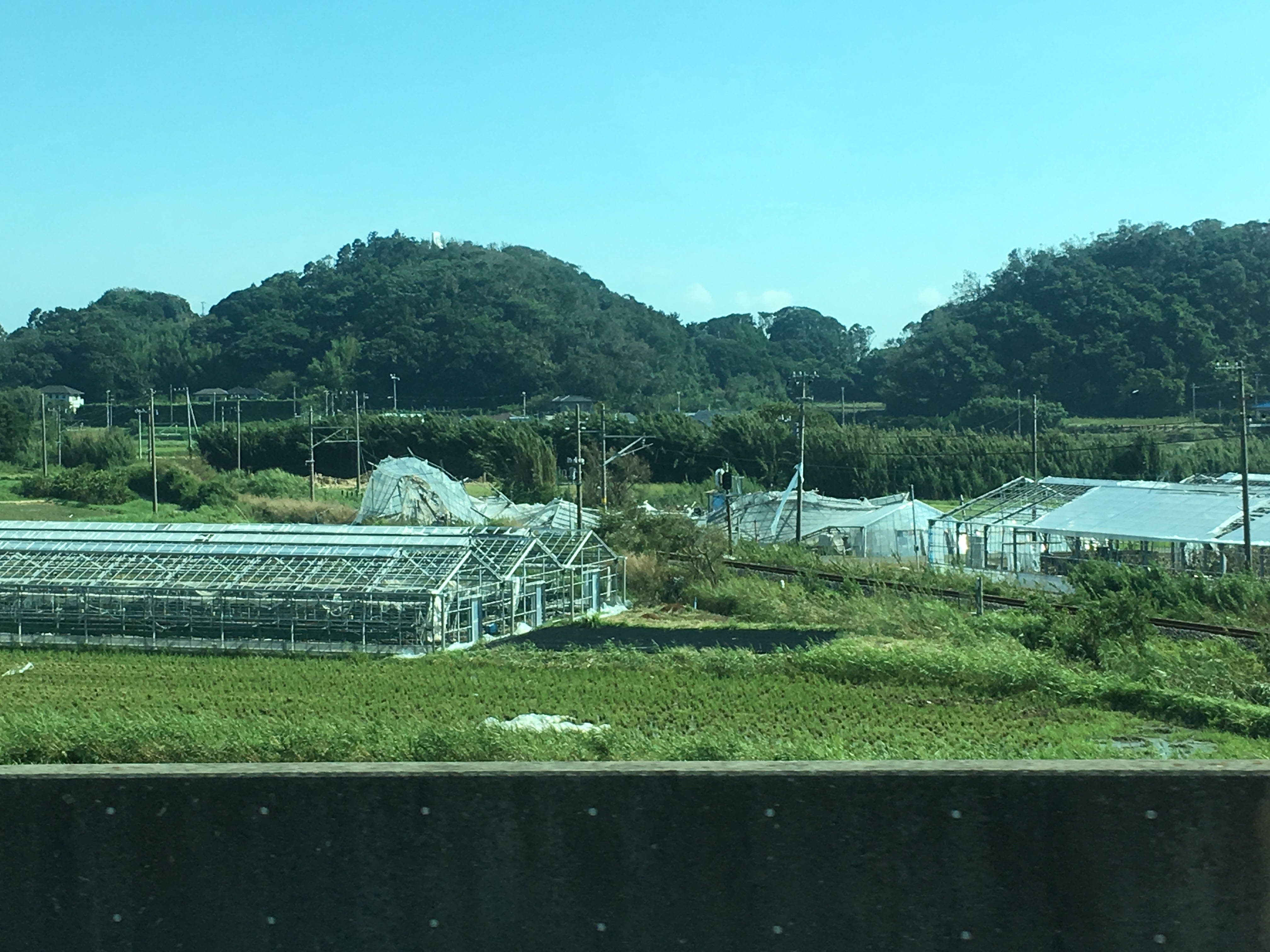
南房総市富浦町の損壊したビニールハウスの様子

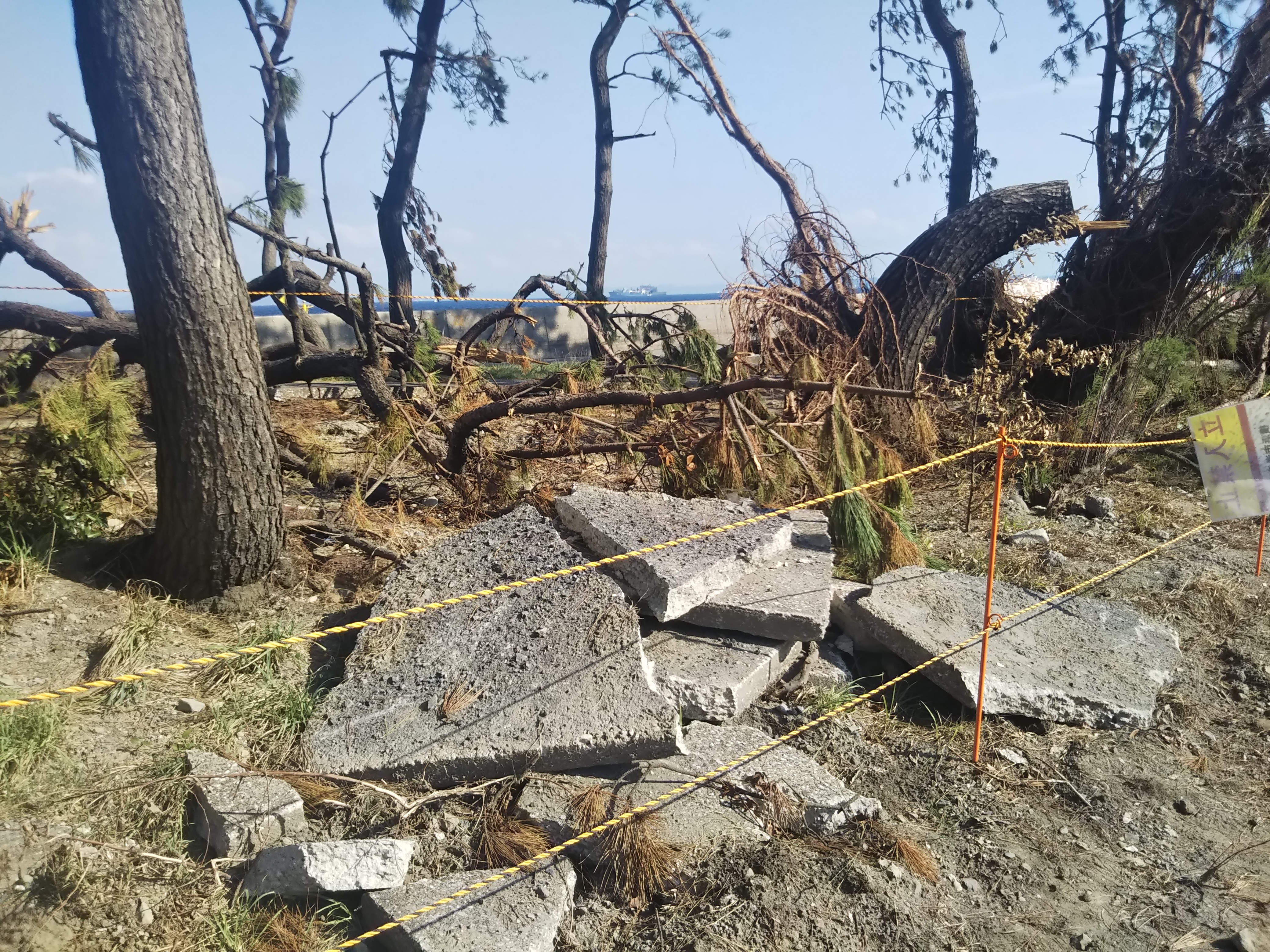
損壊した横浜市金沢区の防波堤

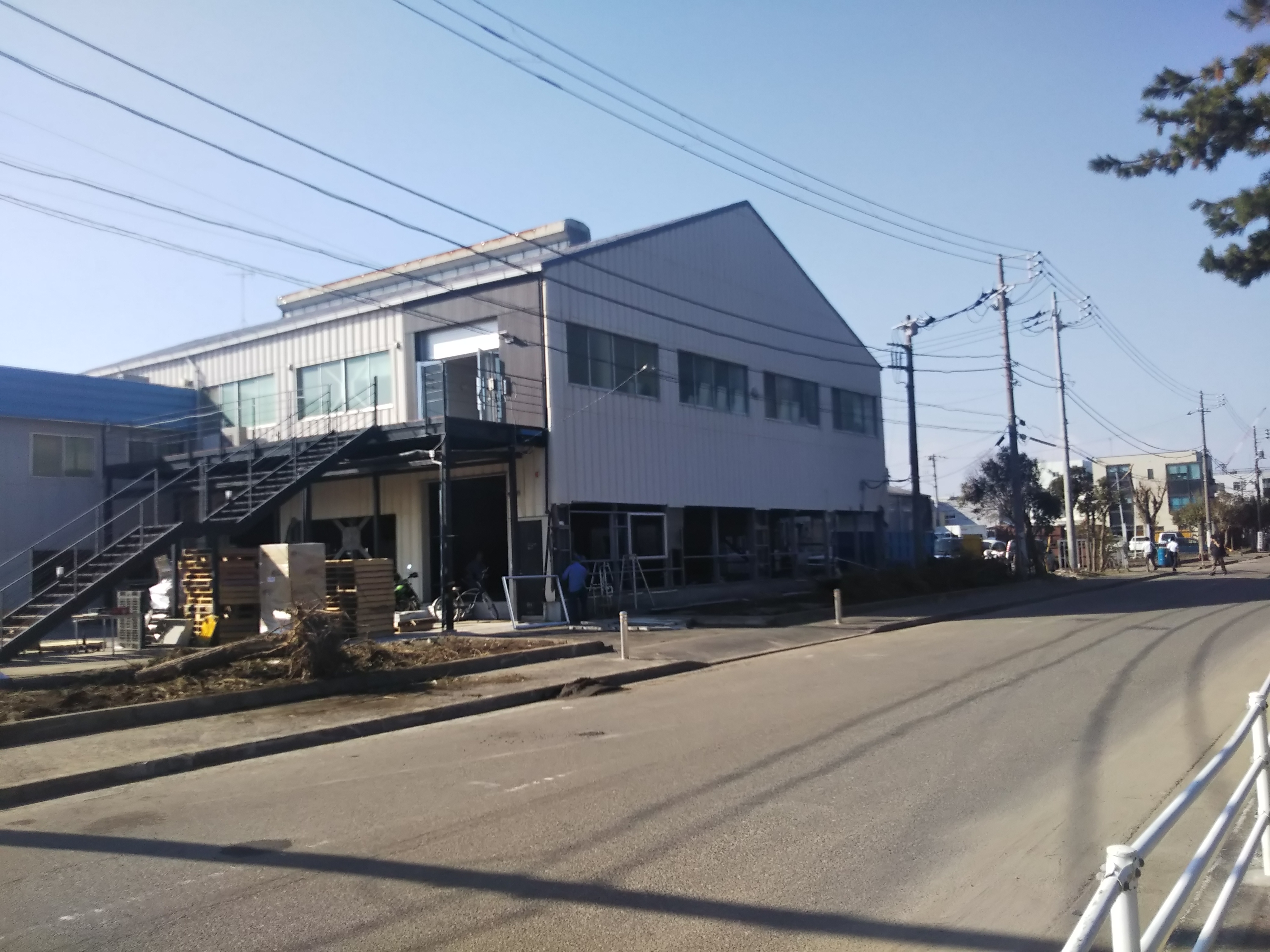
被害を受けた金沢工業団地の工場

農林水産省がまとめた12月5日現在の農林水産物関係の被害状況は、被害額として計814億8千万円。特に暴風によるガラス温室、ビニールハウス、畜舎等の農業用施設の倒壊等による被害が多く、被害額は全国で476億8千万円、被害地域は主に福島、茨城、栃木、埼玉、千葉、東京、神奈川、静岡の8都県となっている。また、農作物や家畜、畜産物等の被害はおよそ137億円となっている。特に暴風の影響を強く受けた千葉県と茨城県の被害が多く、千葉県の農業用施設の被害は207億円あまり、茨城県は同44億6千万円あまり となっている。
『日本農業新聞』は紙面で千葉県旭市や茨城県鉾田市の被害状況を紹介し、倒壊した施設の片付け費用が農家の大きな負担となること、施設を撤去したり再建したりする人手が不足しており、翌年収穫したい作物の作付けに影響が及ぶ可能性があること、自治体が大量に発生した廃プラスチックを災害ごみとして受け入れる余力がないこと、高齢の営農者のなかにはハウスの再建を諦める人が出てきていることなどを問題として取り上げている。
また、漁業関係の被害は漁船、漁具、漁具倉庫を中心に計約18億円、主な被害地域は茨城、東京、千葉、神奈川、静岡の5県としている。
製造業
- 日産自動車の追浜工場・横浜工場・本牧事業所は台風による浸水の影響のために、工場や事業所の操業を一時停止した[135]。これらの3拠点では、小型車・電気自動車や自動車部品の生産と自動車部品の出荷が行われていた[135]。ソニーは、千葉県内での停電のため、PlayStation 4やFelicaのICカードを生産しているソニーグローバルマニュファクチャリング&オペレーションズ木更津サイトの操業が停止した[135][136]。JFEケミカル東日本製造所千葉工場では、台風の影響により落下した鉄製ステップが塩酸（18％）の貯蔵タンクに接続された樹脂製造配管に接触し、破損した個所から1m3 未満の塩酸が防液堤内に漏洩し、多量の雨により排水溝へと流れた[137]。
- 横浜市金沢区では、東京湾に面した護岸が崩壊し隣接する工業地帯に海水が流入したことで、多くの工場や事業所で被害があった。被災は数百社に上るとみられ復旧の見通しも立っていない[138]。

観光業
- 千葉県浦安市の東京ディズニーリゾートを運営しているオリエンタルランドは事前にJR京葉線の計画運休が発表されたのを受けて、東京ディズニーランドとディズニーシーの8日の閉園時間を1時間繰り上げて午後9時に、9日のディズニーシーの開園時間を1時間遅らせてディズニーランドと同じ午前9時に変更した[139]。
- 台風の影響で建物や設備が損壊したり、停電や断水で営業できない状態が発生していることから千葉県南部では携帯の電波が入る地域に出向いて予約客に対しキャンセルの電話を行う宿泊業者が相次いだ[140]。東京都新島村でも島内のライフラインが復旧しておらず、観光客の安全が確保できないとして観光協会が来島を控えるよう呼びかける事態となった[141][142]。
- 養老渓谷（市原市・大多喜町）、東京ドイツ村（袖ケ浦市）、マザー牧場や鋸山ロープウェー（富津市）、日本寺（鋸南町）など、千葉県内の観光施設でも停電や設備損壊による被害が発生している[143][144][145]。
- 全国最多となる33カ所のゴルフ場を有する市原市では停電や倒木などによりゴルフ場の営業が出来ず、長期間の休業を余儀なくされた。各ゴルフ場の売り上げ減は必至で約7億円のゴルフ場利用税交付金を計上している市原市の歳入にも影響が出る見込みである[146]。
- 千葉県木更津市の龍宮城スパホテル三日月で9日朝に停電に伴い稼働していた非常用電源がある機械室から出火。スパ棟にいた宿泊客や従業員など約320人が一時避難する事態となった[147]。

運送業台風の影響により、ヤマト運輸・佐川急便・日本郵便の運送業者3社は主に千葉県南部での荷物や郵便の集荷や配達に遅れが出ている。また、ヤマト運輸と佐川急便の2社は営業所での停電に伴い、千葉県南部でのクール便の集荷を停止している。

### 文化財等への影響

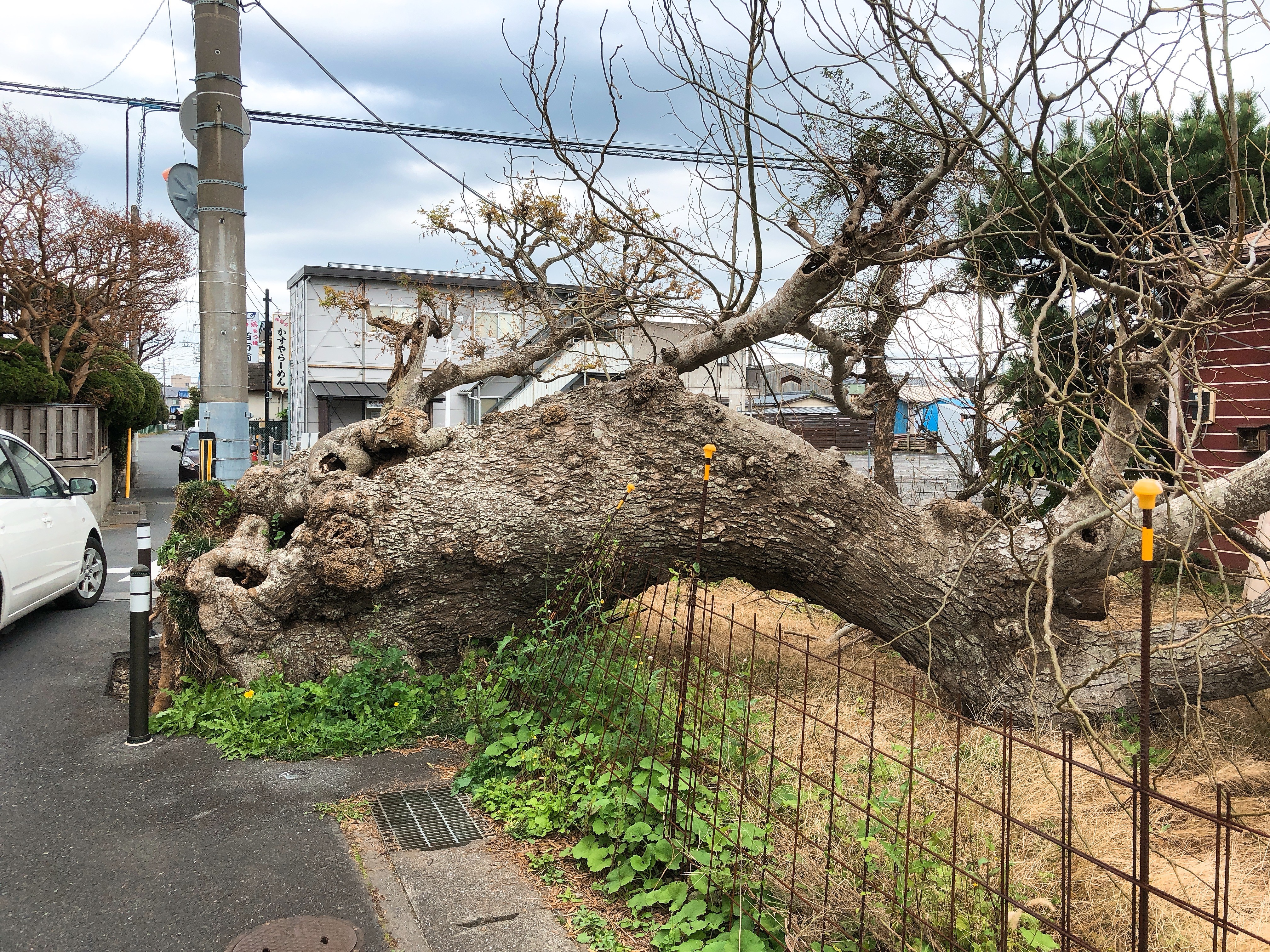
倒れたサイカチの木

千葉県内では次のような被害を受けている。千葉市の国の特別史跡「加曾利貝塚」では、樹木が根元から倒れ、縄文時代の貝塚の一部が損壊した。復元住居のかやぶき屋根の一部も損壊し、クリやコナラの倒れ枝が散乱するなどの被害も受けた。佐倉市では、旧堀田邸、武家屋敷、佐倉順天堂記念館、国の登録有形文化財である旧平井家住宅、市の有形文化財である旧但馬家住宅の5箇所でそれぞれ、屋根瓦が落ちる、雨戸が外れるなどの被害を受けた。君津市では、神野寺の国の重要文化財である「表門」が倒壊。表門以外にも、堂宇の屋根瓦の崩れや倒木などの被害を受けている。また、地形や地域の植物にも各所で被害を受けており、南房総市にある「おっぱい山」の愛称を持つ御殿山は、頂上の大木の枝が折れ形が崩れた。館山市の市指定天然記念物「六軒町のサイカチの木」は根元から倒木した。

## 政府等の対応
首相官邸
- 9月6日11時15分、情報連絡室設置[70]。
- 10月13日、本災害を「激甚災害」とする政令を公布[3]。

内閣府
- 9月6日11時15分、内閣府情報連絡室設置[70]。
- 9月10日14時、内閣府情報先遣チーム 千葉県庁へ向けて出発[70]。
- 9月12日 - 17日、イオンリテールを通じて、富津市や千葉県内の高齢者関係施設に支援物資を提供[154]。
- 2020年1月16日、台風15号への対応の検証チームが中間取りまとめを示し、その中で、大規模災害時には被災地へ「内閣府調査チーム」を派遣して支援できるよう今後、防災基本計画を見直すことが盛り込まれた[155]。

気象庁
- 9月8日午前11時に、緊急記者会見を開き、「強い勢力を維持して静岡県から関東地方に上陸する見込みで、首都圏を含め記録的な暴風の恐れ」があると述べ、その際、「夜になって接近とともに世界が変わる」という表現で視聴者に警戒を呼びかけた[13]。
- JETT（気象防災対応支援チーム）をTEC-FORCEとして派遣。

総務省消防庁
- 9月6日に応急対策室長を長とする消防庁災害対策室（第1次応急態勢）を設置、同日付で都道府県、指定都市に対し「台風第13号と台風第15号についての警戒情報」を発出した[14]。
- 台風通過後の猛暑、ならびに台風による大規模停電が続いていることから、9月9日19時30分、関係都道府県に対し「大規模停電下における熱中症の予防対策について」を発出した[14]。

警察庁
- 9月6日11時15分、災害対策室長を長とする災害情報連絡室を設置[70]。
- 警察庁、管区警察局及び関係都県警察は、関連情報の収集等を実施[70]。
- 静岡県警ヘリ、埼玉県警ヘリ、千葉県警ヘリがそれぞれ離陸、被害情報等を収集した[70]。

防衛省・自衛隊
- 9月10日午前4時、森田健作千葉県知事から航空自衛隊中部航空方面隊司令官に対し、同日4時30分、千葉県知事から陸上自衛隊第1空挺団長に対してそれぞれ災害派遣要請が出され[156]、当初、千葉県を担任する第1空挺団、陸上自衛隊高射学校を主力に[156] 以後、全国の陸・海・空各自衛隊部隊による活動[注釈 3] が実施された。これ以後も追加の要請が複数回出されたため、以下に列記する[157]。
- 活動内容として、情報収集、住民向け給水支援・入浴支援、病院に対する給水支援、患者搬送、東京電力の停電復旧作業のための倒木等除去・道路啓開、ブルーシートの展張支援、物資搬送を行った[157]。このほか被災者生活支援のために海上自衛隊館山航空基地を一般開放した[158]。
- また、同日15時25分、神奈川県知事より陸上自衛隊第1師団長に対し、災害派遣要請があり、停電復旧作業のための倒木・土砂の除去の支援が鎌倉市にて行われ[159]、13日14時30分に撤収要請となった[157]。
- 防衛省ホームページ、ならびに防衛省や第1空挺団など各部隊のTwitterでの情報提供の他[注釈 4]、9月11日以降は、同日就任した河野太郎防衛大臣がTwitterを活用し、各自衛隊施設等からの災害派遣関連情報の提供を実施している[160]。

10月7日以降は在千葉県部隊が必要に応じ即応する体制を維持、13日以降、令和元年東日本台風（台風19号）、10月25日の大雨災害に伴う災害派遣に移行した。
11月5日15時10分、森田健作千葉県知事より撤収要請が出され、2か月にわたる活動を終了した。
一連の災害派遣における要請内容は以下のとおりである。
| 要請日時                                                                                                  | 要請元       | 要請先                                     | 要請内容              | 撤収要請         |
| --- | ------------ | ------------------------------------------ | --------------------- | ---------------- |
| 9月10日 04時00分                                                                                          | 千葉県知事   | 空自 中部航空方面隊司令官                  | 給水支援              | 11月5日 15時10分 |
| 9月10日 04時30分                                                                                          | 千葉県知事   | 陸自 第1空挺団長                           | 給水支援              | 11月5日 15時10分 |
| 9月10日 12時00分                                                                                          | 千葉県知事   | 陸自 第1空挺団長 空自 中部航空方面隊司令官 | 患者搬送              | 11月5日 15時10分 |
| 9月11日 06時00分                                                                                          | 千葉県知事   | 陸自 第1空挺団長                           | 倒木等除去            | 11月5日 15時10分 |
| 9月11日 14時00分                                                                                          | 千葉県知事   | 空自 中部航空方面隊司令官                  | 道路啓開 被害情報収集 | 11月5日 15時10分 |
| 9月11日 15時00分                                                                                          | 千葉県知事   | 海自 第21航空群司令                        | 入浴支援              | 11月5日 15時10分 |
| 9月12日 20時00分                                                                                          | 千葉県知事   | 陸自 第1空挺団長                           | 入浴支援              | 11月5日 15時10分 |
| 9月13日 14時00分                                                                                          | 千葉県知事   | 海自 横須賀地方総監                        | 給水支援              | 11月5日 15時10分 |
| 9月14日 07時45分                                                                                          | 千葉県知事   | 陸自 第1空挺団長 空自 中部航空方面隊司令官 | 患者搬送              | 11月5日 15時10分 |
| 9月15日 12時00分                                                                                          | 千葉県知事   | 陸自 第1空挺団長                           | 人命救助              | 11月5日 15時10分 |
| 9月15日 20時00分                                                                                          | 千葉県知事   | 空自 中部航空方面隊司令官                  | 倒木等除去            | 11月5日 15時10分 |
| 9月16日 16時30分                                                                                          | 千葉県知事   | 海自 下総教育航空群司令                    | 人命救助              | 11月5日 15時10分 |
| 9月16日 21時00分                                                                                          | 千葉県知事   | 空自 中部航空方面隊司令官                  | 人命救助              | 11月5日 15時10分 |
| 9月17日 14時00分                                                                                          | 千葉県知事   | 海自 第21航空群司令                        | 倒木等除去 道路啓開   | 11月5日 15時10分 |
| 9月10日 15時25分                                                                                          | 神奈川県知事 | 陸自 第1師団長                             | 瓦礫等除去            | 9月13日 14時30分 |
| 備考：このほか、LO（連絡幹部）が千葉県庁・各市役所等に派遣された。 台風19号・10月25日の大雨災害にも従事。 |              |                                            |                       |                  |

海上保安庁
- 9月8日18時に海上保安庁（本庁）対策室設置[70]。
- 9月9日5時に第三管区海上保安本部対策室設置[70]。

巡視艇延べ133隻、航空機延べ18機、救難要員等人員62名を投入したほか、航行警報・海の安全情報を発令した。 
総務省9月6日11時15分、大臣官房総務課に情報連絡室を設置。災害復旧支援のため、電力会社所有の陸上移動局の移動申請を電波法に基づき許可したほか、千葉県内の公衆電話の無料措置、公衆無線LAN サービス「00000JAPAN」(ファイブゼロ･ジャパン)の無料開放を実施。
国土交通省9月5日、地方整備局、地方運輸局、都道府県等に、台風第13号及び第15号の接近に伴い災害 への警戒強化や工事の安全管理の徹底・注意喚起を発出。 TEC-FORCEの派遣のほか、防災ヘリ、排水ポンプ車、照明車、待機支援車を派遣した。
厚生労働省9月6日11時45分、厚生労働省災害情報連絡室設置。千葉県庁に職員を派遣。9月9日に、各都道府県・保健所設置市・特別区に対し、停電時における熱中症予防対策について、事務連絡を発出。このほか、避難所における小児アレルギーへの対応・周知を千葉県に依頼。
DMAT・DPAT  以下の情報は9月11日現在。
- 茨城県、栃木県、群馬県、埼玉県、千葉県、東京都、神奈川県のDMATが出動。
- 千葉県DPAT調整本部設置。千葉県のDPATのほか、茨城県・群馬県・埼玉県・静岡県のDPATが千葉県で活動。

文部科学省
- 9月6日11時15分に文部科学省災害連絡室を設置[70]。
- 防災科学技術研究所は、梅雨期・台風期クライシスレスポンスサイトを更新[70]。災害対策チームを設置し、業務支援を目的に千葉県庁に職員を派遣[70]。
- 宇宙航空研究開発機構は9月9日に、国土交通省からの依頼を受け、陸域観測技術衛星「だいち2号」（ALOS-2）による山梨県早川町付近の緊急観測を実施[70]。

農林水産省大臣官房文書課災害総合対策室に農林水産省災害情報連絡室設置。関東森林管理局・関東農政局に災害対策本部を設置。本庁から地方公共団体宛てに農業関係に関する通知を発出。
環境省9月6日に環境省災害情報連絡室を設置。関東地方環境事務所職員を神奈川県と千葉県に派遣したほか、災害廃棄物等関係に関する事務連絡、周知を発出。
経済産業省
- 9月13日に台風15号による停電被害対策本部を設置[164]。
- 9月12日 - 17日、サンデー（青森県）やイオンリテールを通じて、館山市や香取市などに支援物資を提供[154]。

千葉県
- 県の災害時対応マニュアルには「大規模災害が発生した場合、特に市町村が被災状況の報告を行うことができなくなった場合には積極的に市町村へ県職員を派遣し、情報収集を行う」と明記されているが、台風が直撃して4日目の9月12日より前に県の職員を市町村へ派遣することはなかった[165]。
- 9月11日、イオンリテールを通じて、鋸南町に支援物資を提供[154]。
- 9月12日に県内の41市町村に災害救助法を適用し、災害への対応に掛かった経費を国と県が負担するようにした[166][167]。
- 9月18日、森田健作千葉県知事が首相官邸を訪れ、安倍晋三内閣総理大臣に、早急に台風15号による被害を激甚災害に指定して欲しい旨を伝達した[168]。安倍晋三首相は、前日に約13億円余りの資金援助を約束している[169]。
- 10月15日、千葉県が台風15号・19号に伴う被災者生活再建支援法の県下全域への適用をした、と公表[170]。
- 11月22日、危機管理の専門家など有識者が県の対応を検証する会議が開かれ、気象庁が厳重な警戒を呼びかけた会見を県の危機管理部門の幹部が見ていなかったことなどにより、「災害警戒体制」をとっていなかったことや、森田知事が県庁を離れ自宅の周辺を私的に視察していたことへの批判が出た[171]。

## その他
- 台風のアジア名である「ファクサイ（Faxai）」は、この台風限りで使用中止となった[172]。
- 北村誠吾は自らの政策についてこの台風と結び付けた発言[173]をして謝罪に追い込まれた[174]。